# Andrea Baldini
Andrea Baldini (* 19. prosince 1985 Livorno, Itálie) je italský sportovní šermíř, který se specializuje na šerm fleretem.
Itálii reprezentuje od prvního desetiletí jednadvacátého století. Na olympijských hrách startoval v roce 2012 v soutěži jednotlivců a družstev a v roce 2016 v soutěži družstev. V roce 2008 přišel o start na olympijských hrách kvůli pozastavené činnosti. V soutěži jednotlivců se na olympijských hrách 2012 probojoval do semifinále a obsadil čtvrté místo. V roce 2009 získal titul mistra světa v soutěži jednotlivců a je trojnásobným mistrem Evropy z let 2007, 2009 a 2010. S italským družstvem fleretistů vybojoval na olympijských hrách 2012 zlatou olympijskou medaili. S italským družstvem je čtyřnásobným (2008, 2009, 2013, 2015) mistrem světa a pětinásobným (2005, 2009, 2010, 2011, 2012) mistrem Evropy. V roce 2008 měl po mistrovství Evropy pozitivní dopingový nález na diuretikum furosemid a italské družstvo přišlo o titul mistrů Evropy.